# Lunca Borlesei
Lunca Borlesei falu Romániában, Erdélyben, Beszterce-Naszód megyében.

## Fekvése
Ispánmező közelében fekvő település.

## Története
Lunca Borlesei korábban Ispánmező (Spermezeu) része volt. Az 1956-os népszámláláskor 74 lakosa volt. 1966-ban 132, 1977-ben 102, az 1992-es népszámláláskor pedig 97 román lakosa volt.